# Praia da Aberta Nova
Praia da Aberta Nova é uma praia situada na freguesia de Melides, no concelho de Grândola, em Portugal.
Recebeu o galardão "Praia Dourada", atribuído pelo Ministério do Ambiente e pelo Instituto da água, que reconhece a qualidade ambiental das praias e da área envolvente. Praia que apresenta valores peculiares do ponto de vista geológico, florístico, faunístico ou patrimonial, com ambientes naturalizados e reduzido grau de infraestruturação.
Praia vigiada, com apoio de bar. Acessível por estrada de terra. O acesso à praia é feito através de um passadiço de madeira com degraus.